# Miles Magister

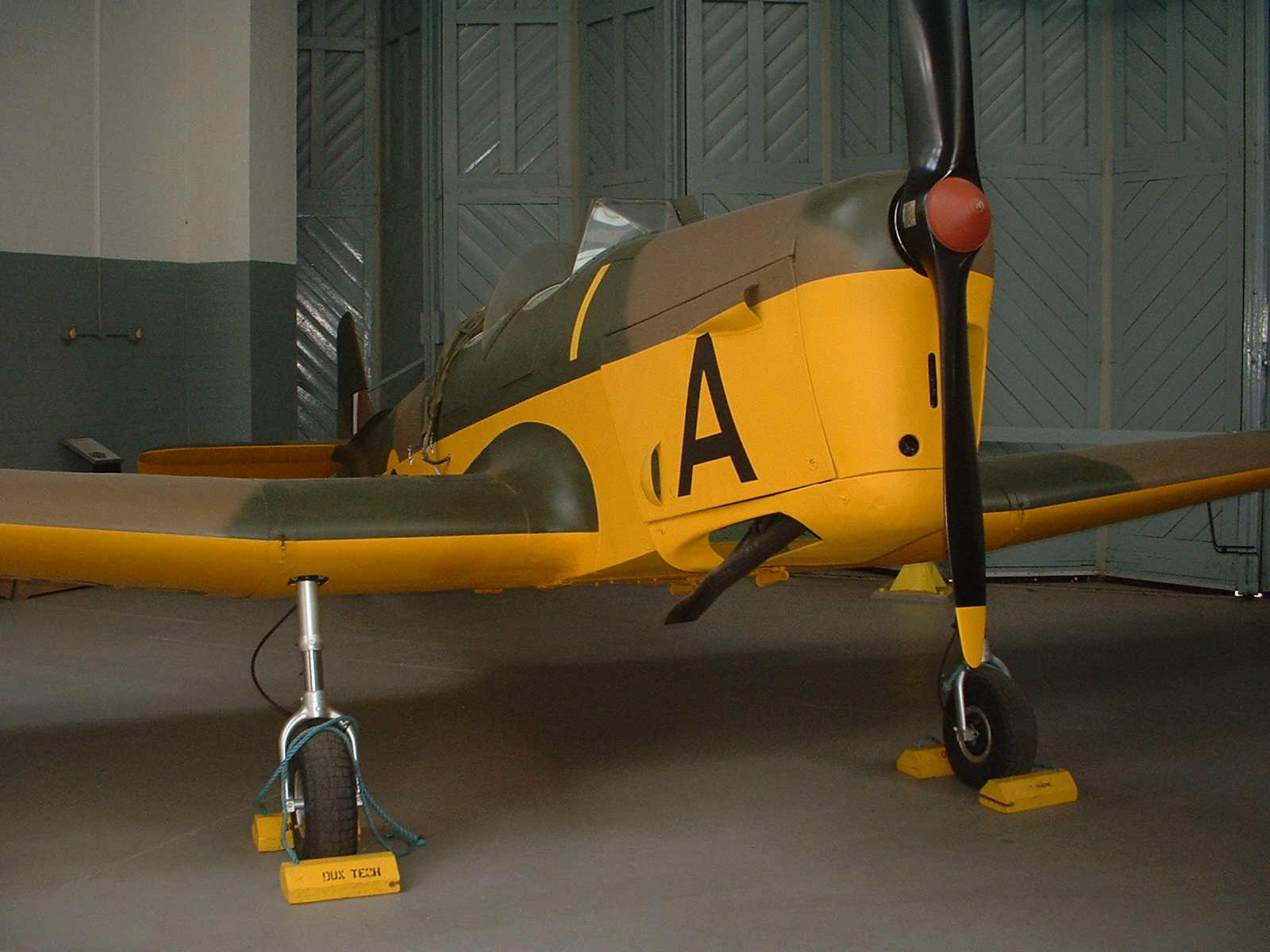
Miles Magister tại Bảo tàng Chiến tranh Đế chế, Duxford

Miles M.14 Magister là một loại máy bay huấn luyện cơ bản của Anh, do hãng Miles Aircraft chế tạo dành cho Không quân Hoàng gia và Không quân Hải quân Hoàng gia.

## Biến thể

Hawk Trainer III

Miles M.14 Magister / Hawk Trainer III
Miles M.14A Magister I / Hawk Trainer III
Miles M.14B Magister II / Hawk Trainer II

## Quốc gia sử dụng
Úc
- Không quân Hoàng gia Australia

 Canada
Không quân Hoàng gia Canada
 Egypt
- Không quân Lục quân Ai Cập
- Không quân Hoàng gia Ai Cập

 Bỉ
- Không quân Bỉ

 Estonia
- Không quân Estonia

 Ireland
- Quân đoàn Không quân Ireland

 Latvia
- Trung đoàn Không quân Latvia

 Malaya
- Không quân Tình nguyện Malaya

 New Zealand
- Không quân Hoàng gia New Zealand

 Portugal
- Không quân Bồ Đào Nha

 South Africa
- Không quân Nam Phi

 Thổ Nhĩ Kỳ
- Không quân Thổ Nhĩ Kỳ

 Thái Lan
- Không quân Thái Lan
- Hải quân Thái Lan

 Anh Quốc
- Không quân Hải quân Hoàng gia
- Không quân Hoàng gia

## Tính năng kỹ chiến thuật (Miles M.14A)
Đặc điểm tổng quát
- Kíp lái: 2
- Chiều dài: 24 ft 7 in (7,51 m)
- Sải cánh: 33 ft 10 in (10,31 m)
- Chiều cao: 9 ft 1 in (2,77 m)
- Diện tích cánh: 176 ft² (16,3 m²)
- Trọng lượng rỗng: 1.260 lb (570 kg)
- Trọng lượng có tải: 1.863 lb (845 kg)
- Động cơ: 1 × de Havilland Gipsy Major I, 130 hp (97 kW)

 Hiệu suất bay 
- Vận tốc cực đại: 132 mph (212 km/h) trên độ cao 1.000 ft
- Tầm bay: 380 dặm (610 km)
- Trần bay: 18.000 ft (5.500 m)
- Vận tốc lên cao: 850 ft/phút (260 m/phút)
- Tải trên cánh: 10,6 lb/ft² (51,8 kg/m²)
- Công suất/trọng lượng: 0,07 hp/lb (0,11 kW/kg)